# Обелиск освободителям Ржева
Обели́ск освободи́телям Рже́ва — военный мемориал в городе Ржеве.
25-метровый обелиск установлен на массивном гранитном постаменте на крутом левом берегу Волги, на кургане Славы (ранее Соборная гора, территории бывшего древнего кремля).

## Описание
С четырёх сторон к основанию постамента ведут широкие лестницы.
На постаменте изображены барельефы, прославляющие героику Великой Отечественной войны, надписи, славящие героев, и текст: «3 марта 1943 года войска Западного фронта после ожесточенного и длительного боя освободили город Ржев от немецко-фашистских захватчиков. Первыми ворвались в город части 215 стрелковой дивизии под командованием генерал-майора Куприянова А. Ф., 274 стрелковой дивизии под командованием полковника Шульги В. П., 371 стрелковой дивизии под командованием генерал-майора Олешева Н. Н.».
У подножья обелиска могила неизвестного солдата с вечным огнём.
Рядом располагаются братские могилы командиров Красной Армии, ржевских партизан и подпольщиков. Здесь покоятся А. Ф. Куприянов, А. П. Телешев, В. И. Новожёнов, А. В. Беляков, В. Е. Елисеев, С. М. Лебедев и многие другие.

- Фотографии барельефов

## История
Обелиск создан по проекту архитекторов А. Усачёва и Т. Шульгиной, скульпторов: В. Мухина, В. Федченко и И. Чумака. Торжественно открыт 1 августа 1963 года.
В древние времена на месте кургана Славы, где расположен обелиск, находился деревянный кремль, вокруг которого и вырос город Ржев. Кремль часто горел и к концу XVII века после очередного сильного пожара не был восстановлен.
В 1754 году на кургане был построен Успенский собор с колокольней. Именно тогда курган получил название — Соборная гора. Собор продержался почти 200 лет, пока в 1931 году не пострадал от удара молнии, в результате чего практически полностью выгорел. Окончательно собор был уничтожен под огнём Великой Отечественной войны.
Отстроенный в 1963 году обелиск освободителям города также страдал от огня. 27 марта 2010 года три пьяных подростка подожгли венки на Обелиске. В результате поджога от копоти была повреждена стена с памятной надписью. Подростки-вандалы были наказаны, а обелиск уже к апрелю был отмыт и покрашен серой краской.
В день Победы (9 мая) и в «день освобождения Ржева от немецко-фашистских захватчиков» (3 марта) у обелиска проходят торжественные церемонии.